# Uppsala läns norra domsaga
Uppsala läns norra domsaga var en domsaga i Uppsala län. Den bildades 1715, och fick detta namn 1853. Det upplöstes 1971 i samband med tingsrättsreformen i Sverige. Domsagan överfördes då till Uppsala läns norra tingsrätt.
Domsagan lydde under Svea hovrätts domkrets.

## Härader
Domsagan omfattade häraderna Norunda, Oland och Örbyhus.

## Tingslag
Samtliga tingslag i domsagan slogs ihop den 1 januari 1884 (enligt beslut den 12 juni 1882 och den 5 oktober 1883) för att bilda Uppsala läns norra domsagas tingslag.

### Före 1884
- Films och Dannemora tingslag
- Lövsta tingslag
- Norunda tingslag
- Olands tingslag
- Tierps tingslag
- Vendels tingslag
- Västlands och Älvkarleby tingslag

### Från 1884
- Uppsala läns norra domsagas tingslag

## Häradshövdingar
- 1715–1721 Erik Sillnæus
- 1721–1740 Adrian Valtinsson
- 1754–1763 Hans Brase
- 1763–1795 Johan Pfeiff
- 1795–1845 Svante Klinteberg
- 1846–1855 Carl Johan Wimmerstedt
- 1856–1878 Lars Erik Westblad
- 1879–1900 Carl von Bahr
- 1900–1919 Gustaf Ribbing
- 1920–1948 Nils Gustaf Sebastian Edling
- 1948–1960 Karl-Fredrik Pfeiffer
- 1960-1970 Sven Svensson